# Mobile Website
Eine mobile Website ist eine Website, die speziell für die Nutzung auf mobilen Endgeräten wie z. B. Smartphones, Tablets und Handheld-Konsolen optimiert wurde. Dazu gehört vor allem die Anpassung auf die geringere Bildschirmgröße im Vergleich zu den meisten stationären Endgeräten. Mobile Websites werden wie eine gewöhnliche Website über einen Webbrowser aufgerufen. Seltener ist auch eine eigens für die Website mit dem Internet verbundene Mobile App verfügbar, die üblicherweise über einen App Store heruntergeladen werden kann.

## Geschichte
Bereits seit die ersten Handys in den 1990er Jahren internetfähig wurden, gab es vereinzelte Websites, die für die Nutzung auf mobilen Geräten ausgelegt waren. Diese waren allerdings noch sehr einfach gehalten, da die Displays der damaligen Handys ohnehin noch keine besonders aufwendigen Seiten darstellen konnten. Durch die fortschreitende Entwicklung und damit verbundene steigende Popularität der Smartphones und Tablet-Computer wurde es möglich, auch aufwendigere Websites für diese Geräte zu erstellen.

## Mobile Websites
Mobile Websites dienen der Publikation von Inhalten auf mobilen Endgeräten und sind für gewöhnlich eine Ergänzung zur „normalen“ Desktop-Website. Am häufigsten dienen sie derzeit zur Wiedergabe von informativen Texten und redaktionellen Inhalten; außerdem stellen sie Kontakt- und Hintergrundinformationen zur Verfügung. Aufgrund der wachsenden Verbreitung mobiler Endgeräte befinden sich Ansätze zur Implementierung weiterer Funktionen, wie zum Beispiel mobiler Online-Shops unter aktiver Entwicklung.
Mobile Websites werden mithilfe derselben standardisierten Technologien entwickelt, die auch auf anderen Plattformen zum Einsatz kommen. Diese sind in erster Linie HTML, CSS und JavaScript. Diese Praxis erlaubt Browsern aller mobilen Geräte den Aufruf der Website.
Teilweise machen mobile Websites auch Gebrauch von besonderen Funktionen wie Neigungssensor, lokalem Speicher oder Kamera des Endgerätes, um der User Experience einer nativen Applikation so nah wie möglich zu kommen.

## Anforderung, Aufbau und Eigenschaften
Das Erscheinungsbild eines mobilen Webauftrittes stellt nach traditioneller Auffassung eine reduzierte Version der „eigentlichen“ Website dar.
Durch die im Vergleich zum Desktop-PC schwächere Hardware und das geringere übertragbare Datenvolumen von mobilen Endgeräten gewinnen Anforderungen wie kurze Ladezeiten, barrierefreie Benutzeroberfläche und einfache Navigation noch größere Bedeutung.
Durch entsprechende Programmierung passen sich mobile Websites in der Größe und Breite dem jeweiligen Monitor des Gerätes an, auf dem die Seite angezeigt wird. HTML5 führt neue Schnittstellen ein, die es dem Programmierer erlauben, mithilfe von JavaScript auf Hardware-Funktionen des Endgerätes zuzugreifen. Beispiele hierfür sind die Kamera oder der GPS-Sensor des Gerätes.
Der Einsatz von proprietären Technologien wie Flash kann aufgrund der ungleichmäßigen Unterstützung zu Kompatibilitätsproblemen führen.

## Native App
Eine native App dagegen ist eine speziell für ein mobiles Betriebssystem entwickelte Anwendung, die vor der Verwendung auf dem Gerät installiert werden muss. Ihr Erscheinungsbild ist in der Regel der Benutzeroberfläche des jeweiligen Mobilgerätes angepasst. Sie funktioniert nur auf der Plattform, für die sie programmiert wurde.